# La Mesilla

Ubicación de la región de La Mesilla en los territorios de los estados de Arizona (izquierda) y Nuevo México (derecha), en Estados Unidos.

La Mesilla es una región que se extiende 76 770 km² que se corrresponde con el sur de los estados estadounidenses de Arizona y Nuevo México, pero que hasta 1853 fue parte de los estados mexicanos de Sonora y Chihuahua.

## Contexto histórico
Fue un territorio obtenido por Estados Unidos mediante un tratado firmado en México en 1853 pero un muy diferente tratado fue ratificado por el Senado de los Estados Unidos y firmado por el presidente Franklin Pierce en 24 de junio de 1854. El nuevo tratado incluyó las tierras al sur del río Gila y oeste del río Bravo.

## Antecedentes
Al finalizar la Invasión Estadounidense de México en 1848, hubo varias disputas sobre las fronteras entre Estados Unidos y México. 
Las tierras que ahora forman parte de Arizona y Nuevo México eran parte de un plan para la ruta sur del ferrocarril transcontinental. 
El presidente Franklin Pierce fue asesorado por Jefferson Davis —entonces secretario de Guerra— para mandar a James Gadsden (quien tenía interés personal en la ruta del ferrocarril) a negociar el Tratado de la Mesilla con México. Con el tratado resultante, Estados Unidos pagaría a México 10 millones de dólares para asegurar la tierra. 
Por parte de México el promoviente fue Antonio López de Santa Anna quién firmó el 20 de julio de 1854, junto a los ministros plenipontenciarios Manuel Díez y Mariano Monterde, el decreto que contenía el Tratado celebrado entre la República y los Estados Unidos del Norte, sobre los límites.
El tratado incluía la intención de construir un canal transoceánico por el istmo de Tehuantepec, pero esta opción nunca fue ejercida. Con algunas excepciones, como la resolución a la disputa del Chamizal de la que no se alcanzó un acuerdo hasta 1964, la adquisición de estas tierras definió la frontera actual mexicoestadunidense.

## Estados
Durante la guerra civil estadounidense en 1861, la Confederación formó el Territorio Confederado de Arizona, que incluía áreas que formaban parte del Tratado de Guadalupe Hidalgo. En 1863, usando una línea divisoria meridiana (norte-sur) la Unión (Estados Unidos) creó su propio Territorio de Arizona, tomando la parte occidental del Territorio de Nuevo México. El nuevo Territorio de Arizona, también incluía las tierras del Tratado de la Mesilla. Este Territorio fue admitido como el Estado de Arizona el 14 de febrero de 1912.
En los años siguientes, otras modificaciones de la frontera de EE. UU. con México fueron la redistribución territorial de El Chamizal en 1963 (ganancia neta para México de 1,77 km²) y la entrega por parte de EE. UU. de la localidad de Río Rico a México en 1977 (ganancia para México de 1,67 km²).